# Touho
Touho is een gemeente in Nieuw-Caledonië en telt 2.087 inwoners (2014). De oppervlakte bedraagt 283 km², de bevolkingsdichtheid is 7,4 inwoners per km².